# Гданьский залив

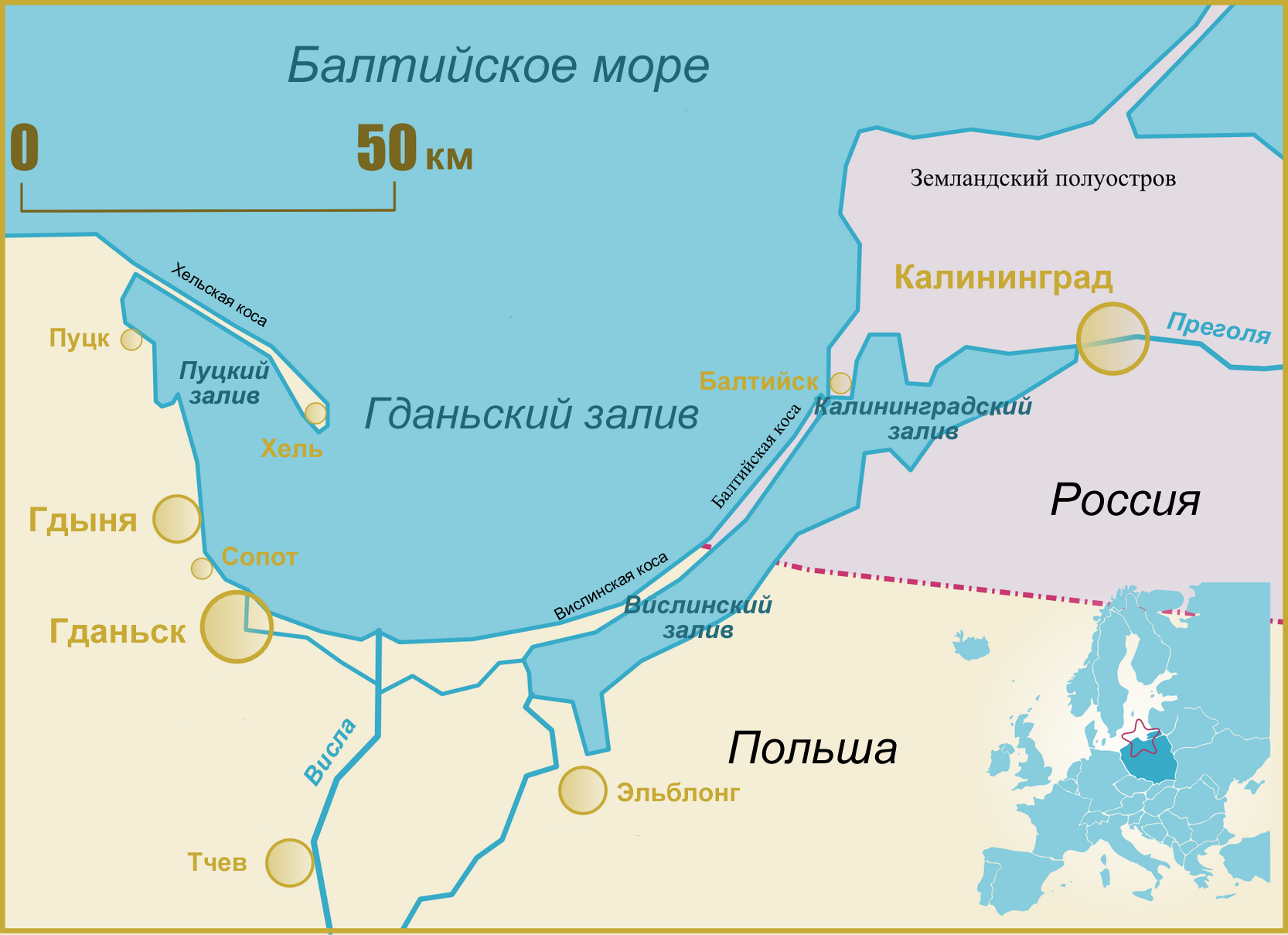
Карта Гданьского залива

Гда́ньский за́лив Гданьская бухта (пол. Zatoka Gdańska; кашуб. Gduńskô Hôwinga; нем. Danziger Bucht) — залив в юго-восточной части Балтийского моря. Расположен между Земландским полуостровом (мысом Таран на востоке) и полуостровом Хель (на западе). Открыт к северу, вдаётся в материк на 74 км. Ширина у входа 107 км. Глубина до 115 м в центральной части.
Назван по расположенному на её берегах городу Гданьску.
В залив впадает река Висла и множество других менее крупных рек. Воды Преголи через Калининградский залив (который отделяется Балтийской косой) и Балтийский пролив также поступают в Гданьский залив. Границы бухты отмечаются мысами Таран (на востоке) и Розеве (на западе). На северо-западе залива Пуцкая бухта, который отделён Хельской косой.
Приливы величиной от менее 0,1 м, смешанные. Солёность менее 8 ‰.
Зима 1929 года отмечена рекордно низкой температурой — минус сорок градусов. Залив полностью замерз до полуострова Хель.
В административном отношении побережье залива относится к России (Калининградская область) и Польше.
На берегу Гданьского залива расположены крупные города-порты Гдыня, Гданьск, Балтийск (главная база Балтийского флота России), посёлок Янтарный.